# عين التوتة
عين التوتة (الأمازيغية ⵄⵉⵏ ⵜⵓⵜⴰ) هي مدينة وبلدية بدائرة عين توتة ولاية باتنة الجزائرية. تقع جنوب وسط ولاية بلغ عدد سكانها 59904 عام 2008.

## الموقع
تقع عين التوتة شمال شرق الجزائر، تنتمي إلى منطقة حضرية في ولاية باتنة التي تبعد بـ 35 كم جنوب مركزها، إنها تنتمي إلى منطقة جبلية في الولاية يحدها من الشمال بلدية حيدوسة وبلدية واد الشعبة ومن الجنوب بلدية معافة ومن الشرق بلدية بني فضالة ومن الغرب بلدية تيلاطو.

## النشاط الرياضي
- كأس الجمهورية أكابر سنة 2018 ب الجزائر العاصمة أمام فريق شباب برج بوعريريج.[6]

## محطات في تاريخ المدينة الثوري

### ثورة 1916
تعتبر ثورة 1916 التي جرت أحداثها في المنطقة الممتدة من جبال أولاد سلطان إلى غاية عين التوتة كآخر ثورة شعبية في الجزائر ضد الاحتلال الفرنسي وقد جاءت هذه الثورة كرد شعبي على الاجراءات الفرنسية الظالمة في حق السكان وخاصة سكان جبال أولاد سلطان حيث قامت سلطات الاحتلال بمصادرة أراضي السكان وممتلكاتهم في خطوة تهدف إلى تأديب هذه القبيلة التي عرفت عبر التاريخ بالتمرد على المحتلين ومقاومتها للتواجد العثماني في المنطقة وكذلك مقاومتها للمستعمر الفرنسي وتعتبر قصة مدفع كروش دليل على هذا الموقف الذي اتخذته هذه القبيلة.
سبب ثورة 1916 نجد أن قانون التجنيد الإجباري لأبناء المنطقة في الجيش الفرنسي خلال الحرب العالمية الأولى حيث كان القشة التي قسمت ظهر البعير وعجلت بانفجار الوضع والثورة على الفرنسيين. حيث وصلت الأحداث إلى قتل الحاكم الفرنسي بمدينة عين التوتة ولم تذكر المصادر التاريخة بالضبط اسم قاتل الحاكم، بعد مقتل الحاكم طلبت السلطات الفرنسية الدعم من قيادتها المركزية فأرسلت فرنسا قوات عسكرية لدعم تواجدها في المنطقة والانتقام لمقتل الحاكم منها فرق الزواف وفرق السنغاليين وهناك من يذهب إلى أن فرنسا استخدمت لأول مرة الطيران العسكري في الجزائر خلال ثورة 1916. تم تخليد هذه الثورة بجدارية في الساحة المقابلة لمقر الدائرة الحالي والذي هو نفسه كان مقرا للحاكم الفرنسي المقتول.

## معرض الصور

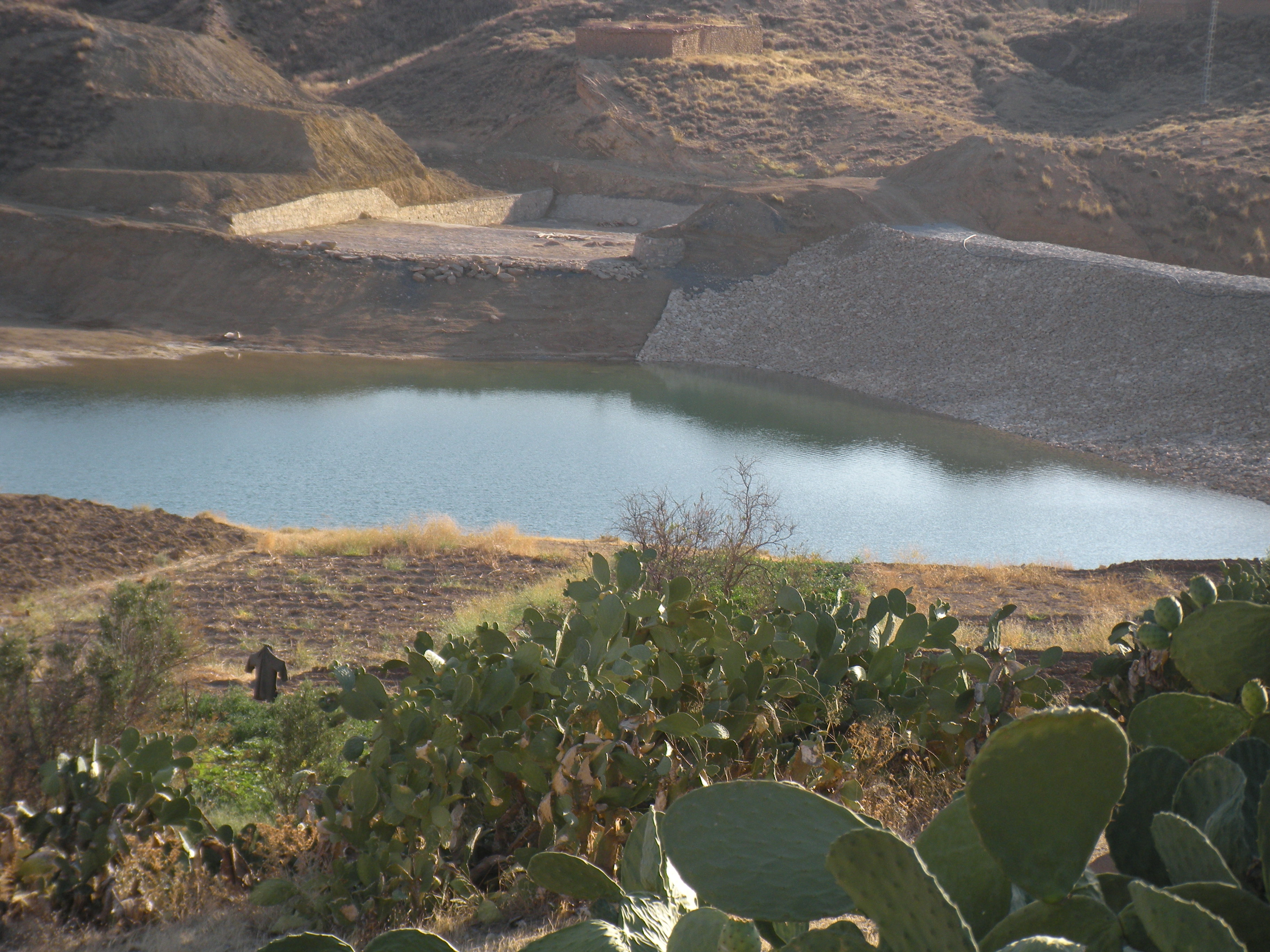
سد المعفى
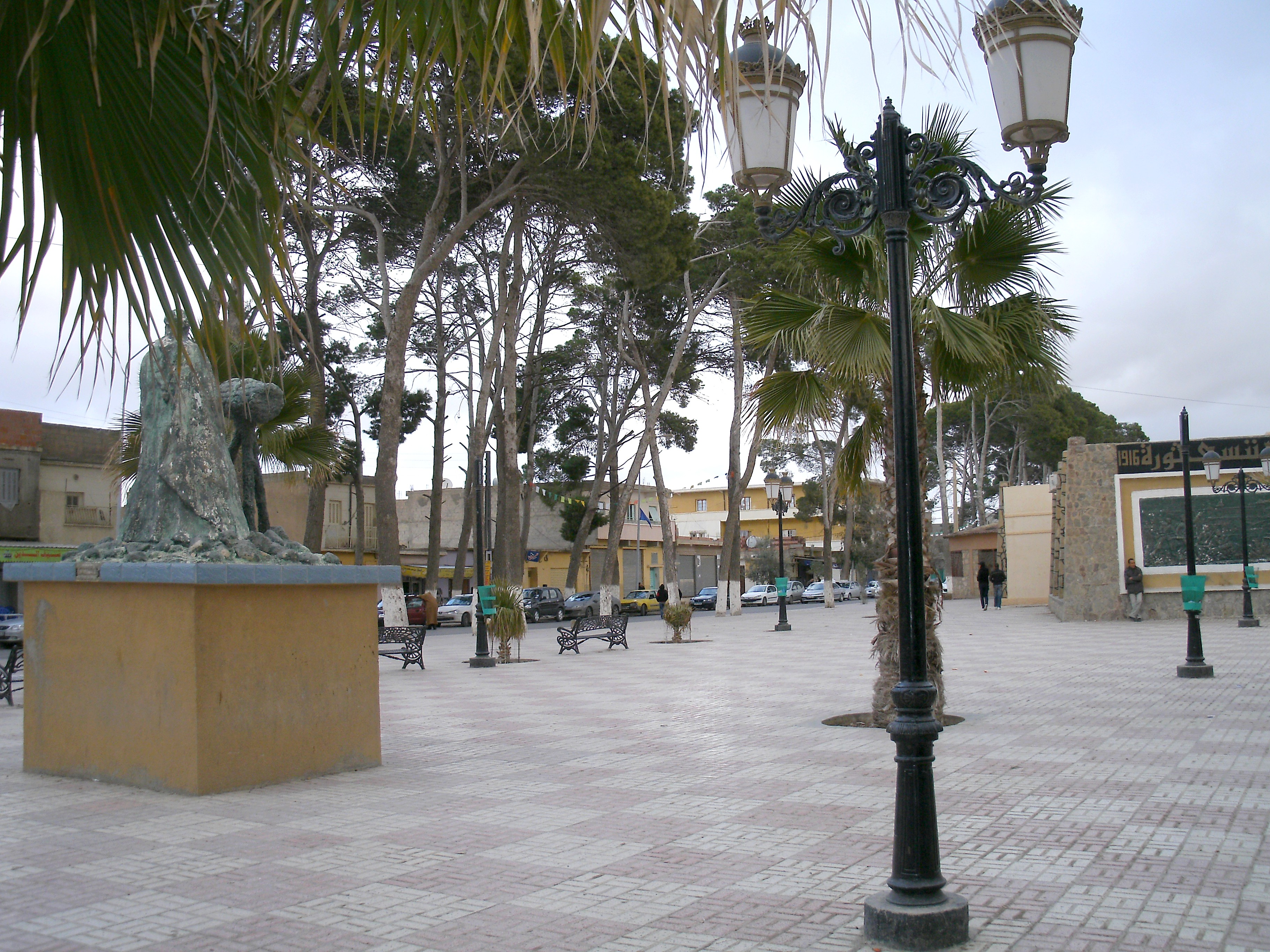